# Банщиково (Иркутская область)
Ба́нщиково — село в Киренском районе Иркутской области. Входит Алымовское муниципальное образование.
Находится на правом берегу реки Лена, в 10 км к северо-востоку от центра сельского поселения, села Алымовка.

## Население
| 2002 | 2010 | 2011 | 2012 |
| ---- | ---- | ---- | ---- |
| 140  | ↘67  | →67  | ↗70  |